# Casal de l'Espluga de Francolí
El Casal de l'Espluga de Francolí és un edifici de l'Espluga de Francolí inclòs a l'Inventari del Patrimoni Arquitectònic de Catalunya.

## Descripció
El cos central és fet d'obra vista i marbre beige. La construcció recull els trets propis de l'arquitectura de moltes obres socials i religioses de l'època, un cop superat l'estil monumentalista que presideix bona part de l'art sota el franquisme. Cal destacar el monumental mosaic de la façana, d'arrels noucentistes, on s''escenifiquen escenes de la vida quotidiana.

## Història
El Casal de l'Espluga fou inaugurat el 1963. Es va construir segons el projecte de l'arquitecte Lluís Bonet I Garí i amb el patrocini de Lluís Carulla i Canals, fill d'una de les grans famílies de la vila, empresari d'un dels complexos alimentaris més importants de l'Estat Espanyol i promotor d'iniciatives com Òmnium Cultural i la Fundació Jaume I. En les activitats del casal hi participen tots els vilatans. Hi ha un cine i un teatre, un restaurant i encara un esplai i un coral.